# Crystal (Wisconsin)
Crystal es un pueblo ubicado en el condado de Washburn en el estado estadounidense de Wisconsin. En el Censo de 2010 tenía una población de 267 habitantes y una densidad poblacional de 2,89 personas por km².

## Geografía
Crystal se encuentra ubicado en las coordenadas 45°51′49″N 91°43′56″O / 45.86361, -91.73222. Según la Oficina del Censo de los Estados Unidos, Crystal tiene una superficie total de 92.34 km², de la cual 90 km² corresponden a tierra firme y (2.54%) 2.34 km² es agua.

## Demografía
Según el censo de 2010, había 267 personas residiendo en Crystal. La densidad de población era de 2,89 hab./km². De los 267 habitantes, Crystal estaba compuesto por el 96.25% blancos, el 0% eran afroamericanos, el 1.87% eran amerindios, el 0.37% eran asiáticos, el 0% eran isleños del Pacífico, el 0.75% eran de otras razas y el 0.75% pertenecían a dos o más razas. Del total de la población el 0.75% eran hispanos o latinos de cualquier raza.